# Edward Abbey
Edward Abbey   (Indiana, 29 de gener de 1927 - Tucson, 14 de març de 1989) va ser un escriptor i assagista estatunidenc destacat per la seva defensa de les qüestions ambientals i la seva crítica de les polítiques de terres públiques. Va treballar de guardabosc (park ranger) per al National Park Service al Parc Nacional Arches a Utah.

## Obres

### Ficció
- Jonathan Troy (1954) (ISBN 1-131-40684-2)
- The Brave Cowboy (1956) (ISBN 0-8263-0448-6)
- Fire on the Mountain (1962) (ISBN 0-8263-0457-5)
- Black Sun (1971) (ISBN 0-88496-167-2)
- The Monkey Wrench Gang (1975) (ISBN 0-397-01084-2)
- Good News (1980) (ISBN 0-525-11583-8)
- The Fool's Progress (1988) (ISBN 0-8050-0921-3)
- Hayduke Lives (1989) (ISBN 0-316-00411-1)
- Earth Apples: The Poetry of Edward Abbey (1994) (ISBN 0-312-11265-3)

### Prosa
- Desert Solitaire: A Season in the Wilderness (1968) (ISBN 0-8165-1057-1)
- Appalachian Wilderness (1970)
- Slickrock (1971) (ISBN 0-87156-051-8)
- Cactus Country (1973)
- The Journey Home (1977) (ISBN 0-525-13753-X)
- The Hidden Canyon (1977)
- Abbey's Road (1979) (ISBN 0-525-05006-X)
- Desert Images (1979)
- Down the River (1982) (ISBN 0-525-09524-1)
- In Praise of Mountain Lions (1984)
- Beyond the Wall (1984) (ISBN 0-03-069299-7)
- One Life at a Time, Please (1988) (ISBN 0-8050-0602-8)
- A Voice Crying in the Wilderness: Notes from a Secret Journal (1989)
- Confessions of a Barbarian: Selections from the Journals of Edward Abbey, 1951-1989 (1994) (ISBN 0-316-00415-4)

### Cartes
- Cactus Chronicles
- Postcards from Ed: Dispatches and Salvos from an American Iconoclast (2006)(ISBN 1-57131-284-6)

### Antologies
- Slumgullion Stew: An Edward Abbey Reader (1984)
- The Best of Edward Abbey (1984)
- The Serpents of Paradise: A Reader (1995)